# Sergio Peris-Mencheta
Luis Sergio Peris-Mencheta Barrio (Madri, 7 de abril de 1975), é um ator espanhol. É mais conhecido por ter estrelado como Angel Ortiz no filme Resident Evil: Afterlife em 2010.

## Filmografia selecionada
| Ano  | Título do filme          | Papel         | Notas       |
| ---- | ------------------------ | ------------- | ----------- |
| 2003 | Les Marins perdus        |               |             |
| 2004 | Earth's Skin             | Pablo         |             |
| 2004 | Secret Agents            | Raymond       |             |
| 2006 | Los Borgia               |               |             |
| 2007 | His Majesty Minor        |               |             |
| 2010 | Resident Evil: Afterlife | Angel Ortiz   |             |
| 2010 | Love Ranch               |               |             |
| 2018 | Life Itself              | Javier        |             |
| 2019 | Rambo V: Last Blood      | Hugo Martinez | Em produção |